# Martina Vlčková
Martina Vlčková, roz. Šnytová (* 14. června 1986 Čeladná) je česká muzikálová a operní zpěvačka a herečka. Za ztvárnění role Reno Sweeney v muzikálu Děj se co děj (Anything Goes) získala v roce 2019 Cenu Thálie.

## Životopis
Vystudovala klasický zpěv na Janáčkově konzervatoři u Elišky Pappové. V roce 2012 absolvovala magisterské studium na Fakultě umění Ostravské univerzity. V roce 2007 se stala finalistkou Mezinárodní pěvecké soutěže Antonína Dvořáka a získala Cenu Jarmily Novotné.
Od roku 2003 spolupracuje s Národním divadlem moravskoslezským, v roce 2007 je v divadle v angažmá. V roce 2012 se dostala do širší nominace na Cenu Thálie za roli Káči v Divotvorném hrnci. Třikrát se dostala do užší nominace na Thálii a v roce 2019 cenu získala. Jejím manželem je muzikálový zpěvák a herec Lukáš Vlček.

## Divadelní role, výběr

### Národní divadlo moravskoslezské
- 2003 Oskar Nedbal: Vinobraní, Truda, žačka baletní školy (v alternaci s Vendulou Hlubkovou), režie Martin Dubovic
- 2006 Johann Strauss mladší: Cikánský baron, Arsena (v alternaci s Janou Kurečkovou), režie Dagmar Hlubková
- 2009 Jerry Herman, Michael Stewart: Hello, Dolly!, Minnie Feyová (v alternaci s Janou Kurečkovou), režie Dagmar Hlubková
- 2009 Johann Strauss mladší: Netopýr, Adéla (v alternaci s Oľgou Bezačinskou), režie Imré Halási
- 2010 Florimond Hervé: Mamzelle Nitouche, Denisa (v alternaci s Janou Fabiánovou), režie Ondřej David
- 2010 Victor Hugo, Daniel Fikejz, Michael Tarant: Zvoník u matky Boží, Esmeralda (v alternaci s Oľgou Bezačinskou), režie Michael Tarant
- 2011 Jacques Offenbach: Orfeus v podsvětí, Cupido (v alternaci s Lucií Silkenovou), režie Pavel Mikuláštík
- 2011 Karel Svoboda, Zdeněk Podskalský, Jiří Štaidl, Eduard Krečmar: Noc na Karlštejně, Alena (v alternaci s Silvií Holečkovou a Janou Kurečkovou), režie Gabriela Petráková
- 2011 Burton Lane, Edgar Yip Harburg, Fred Saidy: Divotvorný hrnec, Káča (v alternaci s Ladou Bělaškovou a Oľgou Bezačinskou), režie Lumír Olšovský
- 2012 Oskar Nedbal: Polská krev, Helena (v alternaci s Janou Borkovou), režie Gabriela Petráková
- 2012 Frank Loesser, Jo Swerling, Abe Burrows: Sázky z lásky (Guys & Dolls), Adéla, režie Šimon Caban
- 2013 Emmerich Kálmán: Čardášová princezna, komtesa Stázi, režie Lumír Olšovský
- 2013 Radim Smetana, Michael Prostějovský, Pavel Bár, Lumír Olšovský: Fantom Londýna, Evelyn, režie Lumír Olšovský
- 2013 Jacques Offenbach: Krásná Helena, Helena, režie Gabriela Petráková
- 2014 Tim Rice, Andrew Lloyd Webber: Evita, Perónova milenka (v alternaci s Veronikou Prášil Gidovou), režie Petr Gazdík
- 2014 Jule Styne, Bob Merrill, Isobel Lennart: Funny Girl, Fanny Brice (v alternaci s Monikou Absolonovou), režie Lumír Olšovský
- 2015 Terrence McNally, David Yazbek: Donaha! (Hole dupy), Eva Lukavska (v alternaci s Ladou Bělaškovou), režie Pavel Šimák
- 2016 Tim Rice, Andrew Lloyd Webber: Jesus Christ Superstar, Máří Magdalena (v alternaci s Hanou Fialovou a Vendulou Příhodovou), režie Jiří Nekvasil
- 2017 Michael Kunze, Sylvester Levay: Rebecca, Já (v alternaci s Veronikou Prášil Gidovou), režie Gabriela Haukvicová-Petráková
- 2018 Thomas Stearns Eliot, Andrew Lloyd Webber: Kočky, Sličná kost (v alternaci s Evou Zbrožkovou a Klárou Jelínkovou), režie Gabriela Haukvicová-Petráková
- 2019 Guy Bolton, Pelham Grenville Wodehouse, Howard Lindsay, Russell Crouse, Timothy Crouse, John Weidman, Cole Porter: Děj se co děj (Anything Goes), Reno Sweeney (v alternaci s Kateřinou Marií Fialovou), režie Peter Oravec
- 2019 Jason Robert Brown: Pět let zpět (The Last Five Years), Cathy (v alternaci s Klárou Jelínkovou), režie Janka Ryšánek Schmiedtová
- 2020 Arthur Laurents, Leonard Bernstein, Stephen Sondheim: West Side Story, Maria (v alternaci s Mariannou Polyákovou), režie Jiří Nekvasil
- 2021 Vojtěch Štěpánek, Jiří Krhut a Boris Urbánek: Harpagon je lakomec?, Eliška (v alternaci s Markétou Procházkovou), režie Vojtěch Štěpánek

### Další divadla
- 2011 Peter Stone, Jule Styne, Bob Merrill: Sugar aneb Někdo to rád horké, Sugar (v alternaci s Vendulou Fialovou), Moravské divadlo Olomouc, režie Dagmar Hlubková
- 2015 Pavel Bár, Lumír Olšovský, Radim Smetana, Michael Prostějovský: Přízrak Londýna, Evelyn (v alternaci s Michaelou Noskovou), Divadlo Hybernia, režie Lumír Olšovský
- 2018 Andrew Lloyd Webber, Tim Rice: Josef a jeho úžasný pestrobarevný plášť, Vypravěčka (v alternaci s Michaelou Noskovou a Kateřinou Falcovou), Divadlo Josefa Kajetána Tyla, režie Gabriela Haukvicová-Petráková

## Ocenění a nominace

### Ocenění
- 2007 Cena Jarmily Novotné
- 2017 Cena Jantar: muzikálová zpěvačka roku[8]
- 2019 Cena Thálie: herečka (muzikál či opereta), za roli Reno Sweeney v muzikálu Děj se co děj (Anything Goes)[9]
- 2019 Cena Jantar: muzikálová zpěvačka roku[10]

### Nominace
- 2013 Cena Thálie: herečka (muzikál či opereta), za roli Heleny Zarembové v operetě Oskara Nedbala Polská krev[11]
- 2014 Cena Thálie: herečka (muzikál či opereta), za roli Heleny v operetě Jacquesa Offenbacha Krásná Helena[12]
- 2016 Cena Thálie: herečka (muzikál či opereta), za roli Fanny Brice v muzikálu Funny Girl[13]